# 教育国語
『教育国語』（きょういくこくご）は、むぎ書房が発行する雑誌（教育誌）。

## 概要
1965年5月、教育科学研究会・国語部会の機関誌として奥田靖雄らが創刊。季刊。国語教育の実践報告や、理論研究、言語学・文芸学等の研究論文、教材の紹介などを行っている。おもな執筆者として、国分一太郎・小田切秀雄・無着成恭・宮崎典男・加藤光三、主な編集者として篠崎五六らが参加している。以前は季刊だったが、2020年12月現在、年1〜2回ほどの発行となっている。2020年12月現在、第4期20号を刊行。